# Paragomphus aquila
Paragomphus aquila – gatunek ważki z rodziny gadziogłówkowatych (Gomphidae).